# Opp, Alabama
Opp là một thành phố thuộc quận Covington, tiểu bang Alabama, Hoa Kỳ. Dân số năm 2009 là 6524 người, mật độ đạt 106 người/km².